# Sân vận động VfL trên Elsterweg
Sân vận động VfL trên Elsterweg (tiếng Anh: VfL-Stadion am Elsterweg, phát âm tiếng Đức: [faʊ̯ ʔɛf ˈʔɛl ˈʃtaːdi̯ɔn ʔam ˈʔɛlstɐveːk], tại địa phương [-ˈʔɛlstɐveːç]) là một sân vận động đa năng ở Wolfsburg, Đức. Sân được sử dụng chủ yếu cho các trận đấu bóng đá và tổ chức các trận đấu sân nhà của VfL Wolfsburg. Sân vận động này đã có thể chứa 21.000 người và đã mở cửa vào năm 1948. Sân đã đóng cửa vào năm 2002 khi Volkswagen Arena được khai trương. Bây giờ sân được sử dụng bởi đội hình thứ hai của Wolfsburg, mà thi đấu trong phân cấp 4.

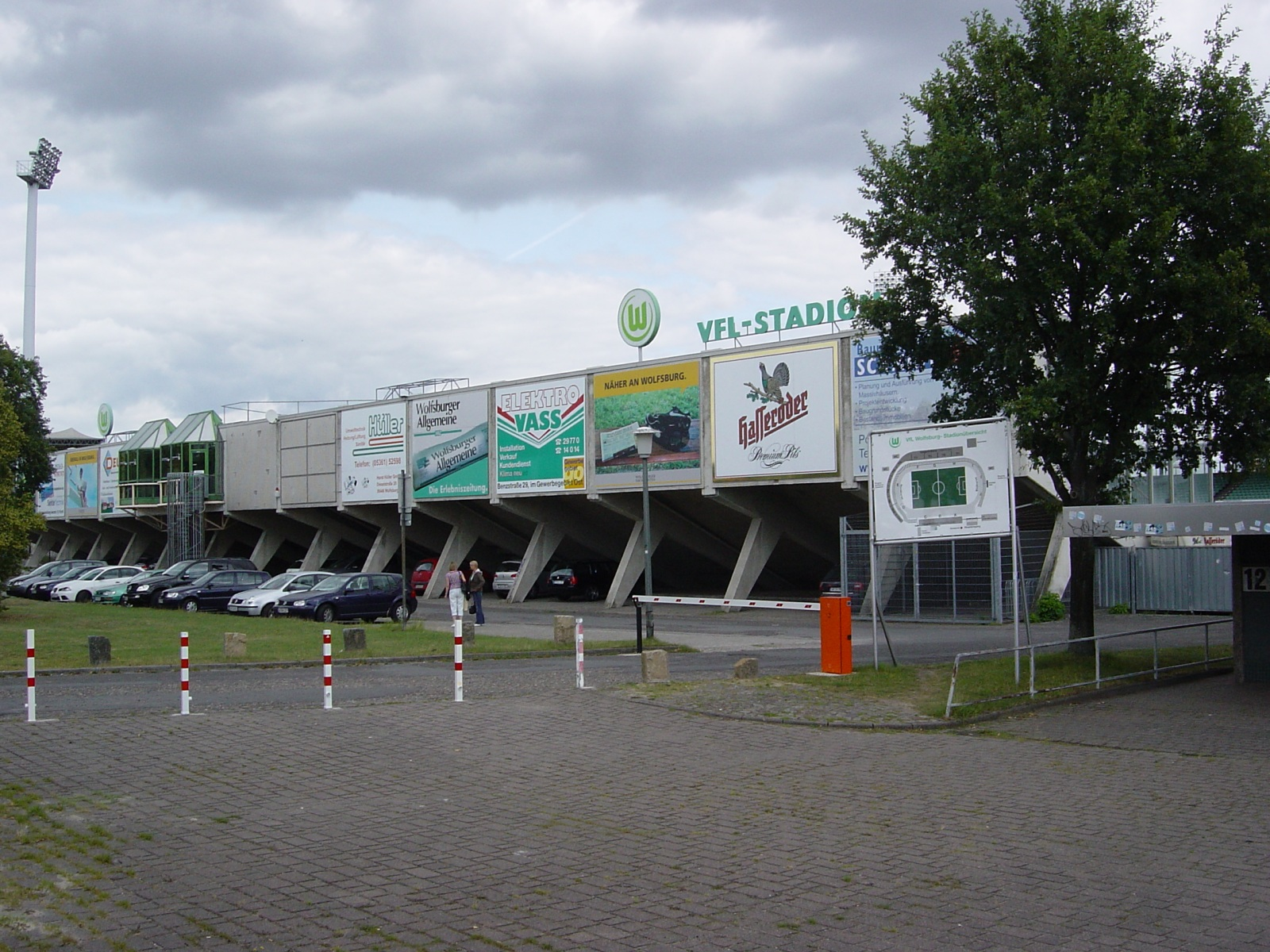